# Kálmáncsa
Kálmáncsa is een plaats (község) en gemeente in het Hongaarse comitaat Somogy. Kálmáncsa telt 631 inwoners (01-01-2015).